# Ma’ale Rechawam
Ma’ale Rechawam (hebr. מַעֲלֶה רְחַבְעָם) – nieautoryzowane osiedle żydowskie położone w Samorządzie Regionu Gusz Ecjon, w Dystrykcie Judei i Samarii, w Izraelu.

## Położenie
Osiedle jest położone w bloku Gusz Ecjon na Wyżynie Judzkiej, na północ od Hebronu w Judei, na terytorium Autonomii Palestyńskiej.

## Historia
Osadę założyli w październiku 2001 żydowscy osadnicy.